# Pouilly-en-Auxois
Pouilly-en-Auxois är en kommun i departementet Côte-d'Or i regionen Bourgogne-Franche-Comté i östra Frankrike. Kommunen ligger i kantonen Pouilly-en-Auxois som tillhör arrondissementet Beaune. År 2022 hade Pouilly-en-Auxois 1 554 invånare.

## Befolkningsutveckling
Antalet invånare i kommunen Pouilly-en-Auxois
Referens:INSEE